# Geografia da Irlanda
A Geografia da Irlanda é um domínio de estudos e conhecimentos sobre todas as características geográficas do território irlandês. A ilha da Irlanda tem uma extensão de mais 84 421 km², dos quais cinco sextos pertencem à República, constituindo o restante a Irlanda do Norte. É banhada a oeste pelo oceano Atlântico, a nordeste pelo canal do Norte, a leste pelo mar da Irlanda e a sudeste e sul pelo canal de São Jorge e pelo mar Céltico.
A costa ocidental da Irlanda consiste principalmente de arribas, colinas e montanhas baixas (o ponto mais elevado é o Carrauntoohil, com 1 041 m). O interior do país é predominantemente composto por terras agrícolas relativamente planas, atravessadas por rios como o Shannon e ponteado por vários lagos grandes, os loughs. O centro do país faz parte da bacia hidrográfica do rio Shannon, e contém grandes áreas de paul, usados para a produção de turfa.
O clima temperado da ilha é modificado pela corrente do Atlântico Norte e é relativamente suave. Os verões raramente são muito quentes, faz frio no inverno, algumas vezes chega a nevar. A precipitação é muito comum, com até 275 dias de chuva por ano em algumas partes do país.
As cidades principais são a capital, Dublin, na costa oriental, Cork no sul, Galway e Limerick na costa ocidental e Waterford na costa sueste

## Geomorfologia

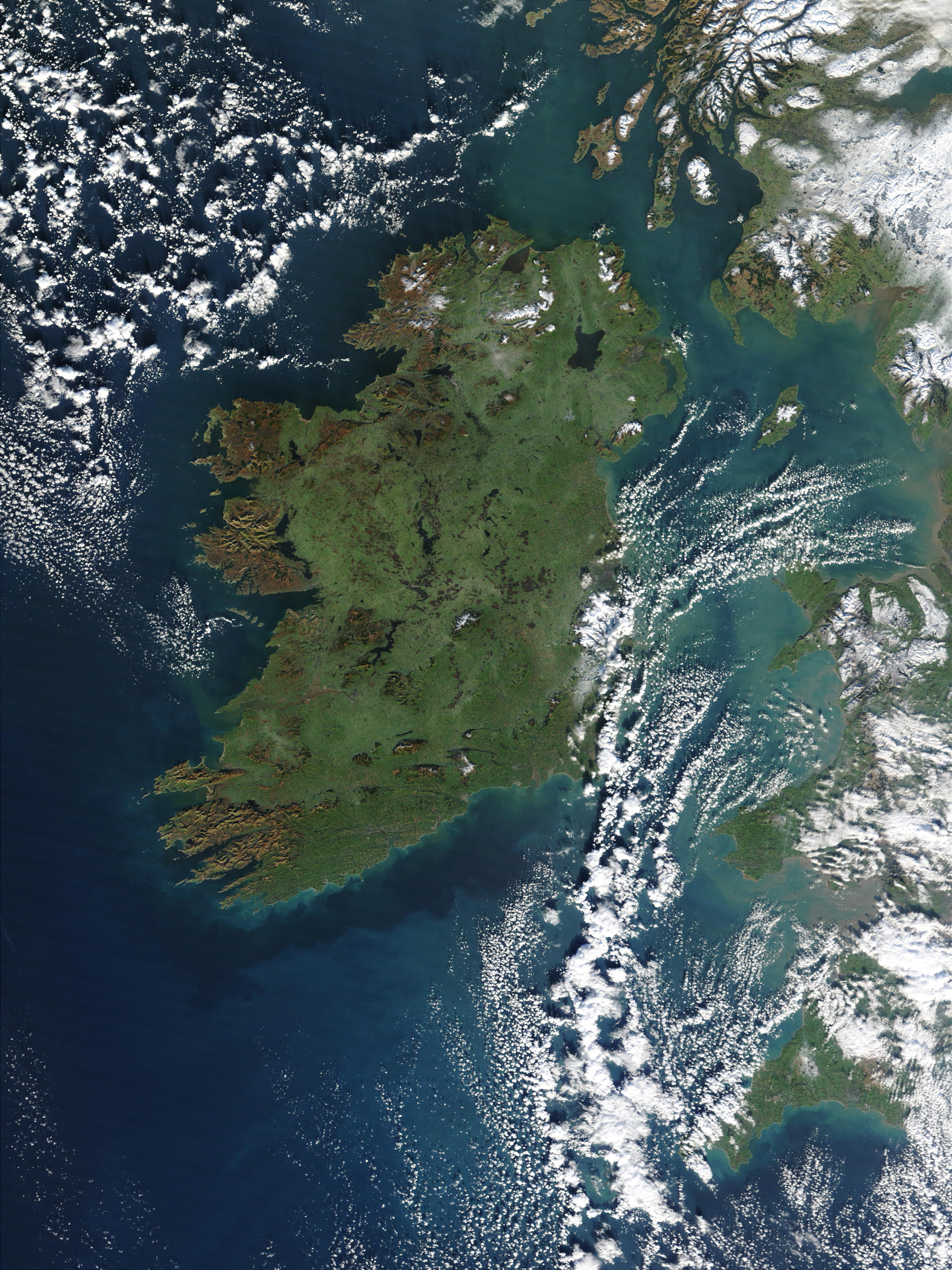
A Irlanda é conhecida como A Ilha Esmeralda devido à predominância de vegetação verde em praticamente todo o território

Há na Irlanda uma planície no centro da ilha, que a descontinuidade da moldura pouco montanhosa serve de cercania às terras baixas centrais, com exceção da parte oriental, na região de Dublim, logo na chegada ao mar. A distância leste-oeste da planície é de 200 km e de 150 km de norte a sul, com 100 metros de altitude média. As rochas encontradas no subsolo da Irlanda são de origem calcária, com frequência de exemplos de rios que correm debaixo da terra e lagos que secam com facilidade (turloughs). Nos maciços montanhosos são apresentados muitos e diversos terrenos, a saber:
- granitos, xistos e quartzitos na majestosidade dos Montes Wicklow, nos quais é atingida uma altitude média 1 000 metros na província histórica de Leinster;
- arenitos, na horizontalidade das cadeias de Munster; calcários, nas regiões altas localizadas no Condado de Clare, no litoral oeste;
- quartzitos, nos picos localizados a noroeste;
- basaltos, localizados a nordeste e xistos localizados nos Montes Sperrin.[4]

O ponto mais alto da ilha da Irlanda é o Carrauntoohill, com 1 041 metros. O Carrauntoohill está localizado nas Montanhas de Kerry.
Tanto nas montanhas como nas planícies foi sofrida a intensidade da ação de geleiras presentes no passado geológico, das quais testemunharam-se a largura dos vales em U (glens), a largueza e a sinuosidade das linhas de cristas (eskers), as quais ocasionalmente são alongadas por quilômetros, e as típicas colinas em formato de ovo (drumlins). Os depósitos glaciais decompostos concederam à Irlanda a grande fertilidade de solos em relação ao que seria esperado por seu subsolo e por seu clima.

## Hidrografia

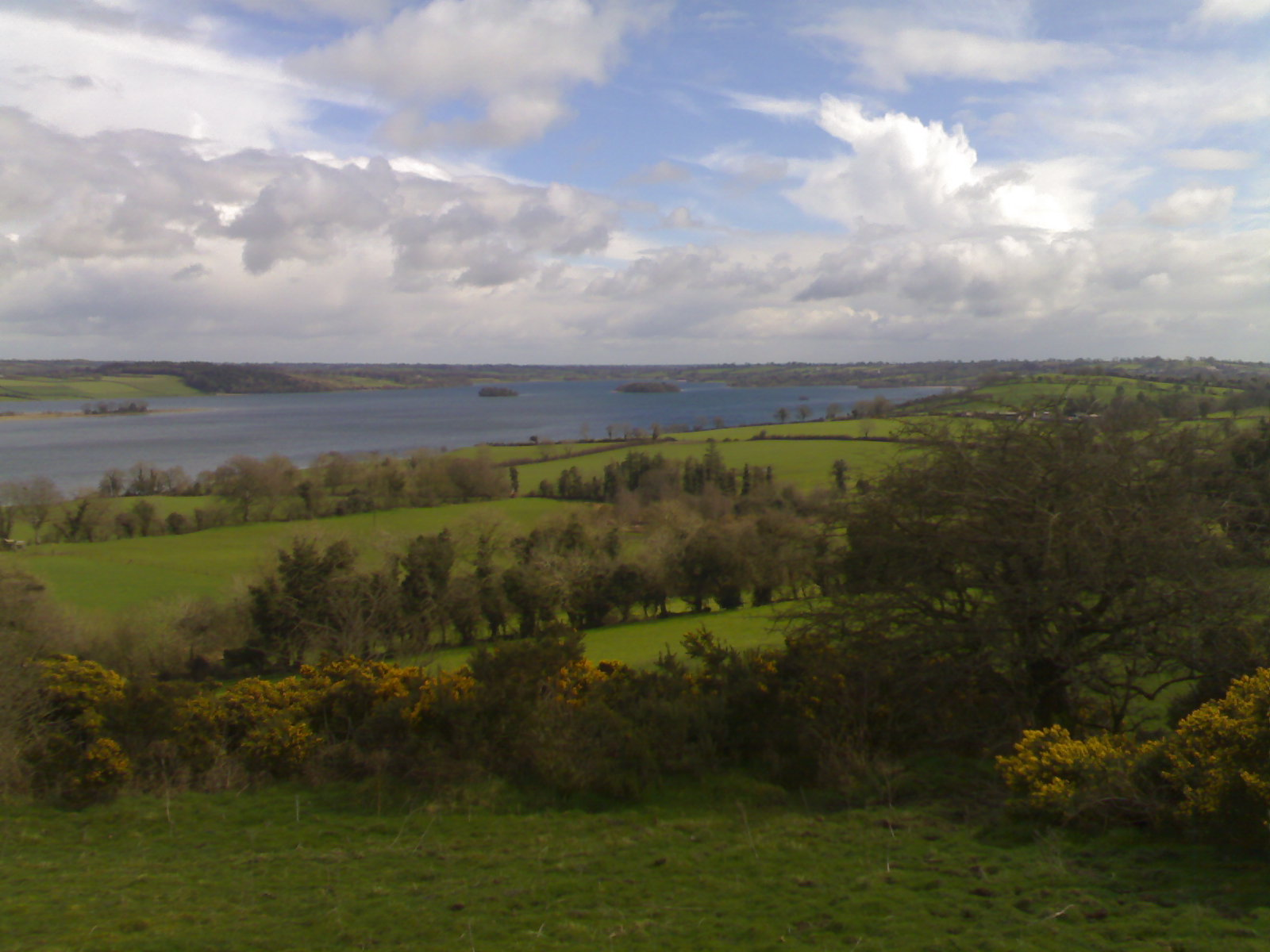
Lough Lene, no Condado de Lake

Os solos calcários dão a sua contribuição para que a rede de drenagem torne-se desorganizada, porque os terrenos pouco inclinados já ofereceram dificuldades a esse sistema. Uma pequena parte dos cursos d'água é formada pelos rios e pelos lagos. A água grandemente saturada nos terrenos contribui para a transformação das depressões do solo calcário numa grande quantidade de lagos, cujo nível desses lagos é variável de acordo com os lençóis subterrâneos oscilantes os quais são alimentadores dos lagos. O rio mais caudaloso da Irlanda é o Shannon (259 km), que com uma série de seus tributários, como o Suck e o Inny, é, nesse caso, o corpo d'água pelo qual é banhado um quinto da Irlanda. Também merecem ser citados o Barrow, o Suir e o Blackwater, ao sul, e o Boyne e o Liffey, os quais têm a sua desembocadura no Mar da Irlanda. O lago mais extenso da ilha da Irlanda é o Lough Neagh, localizado na Irlanda do Norte. Os principais rios que banham a Irlanda do Norte podem ser citados, a saber: Bann, Maine, Erne, Lagan e Foyle.

## Clima e meio ambiente

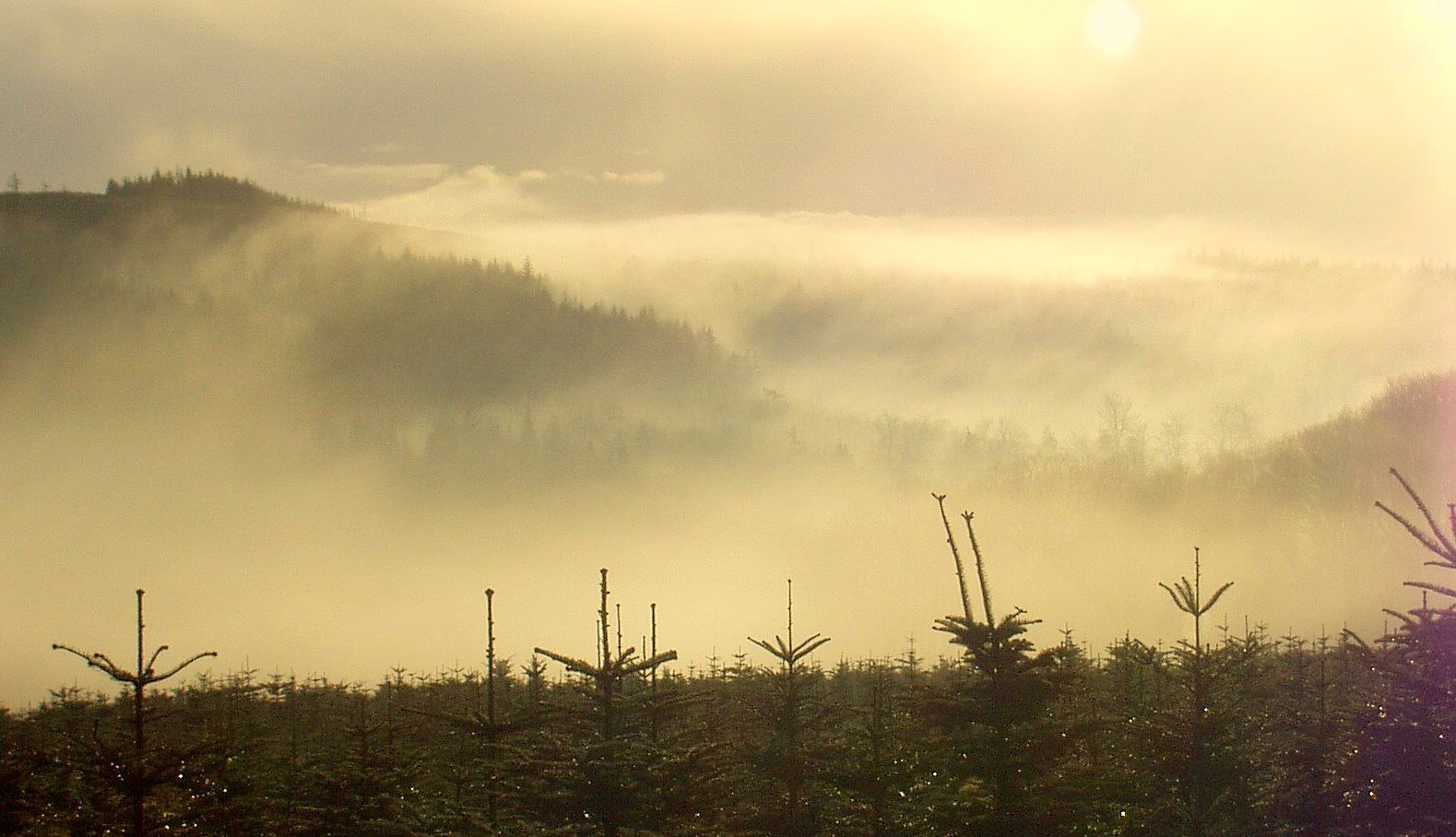
Fog (nevoeiro) de Inverno nas Montanhas Wicklow, Irlanda

Situada no extremo oeste da Europa, exceto a Islândia, a localização da Irlanda está sujeita à entrada de ventos oceânicos trazidos pela Corrente do Golfo, sendo possuinte, por esse motivo, de um clima caracterizado pela sua grande umidade, com um período anual de chuva o qual vai de 175 a 250 dias. Já, a quantidade de chuva que cai o ano todo varia entre 750 mm e 1.500 mm. No verão, o frescor das brisas marítimas é o fator de influência sobre a temperatura e a ilha da Irlanda é muito bela devido à umidade e suavidade do clima. Temperaturas médias de verão: 15,6°C. Temperaturas médias de inverno: 6°C.

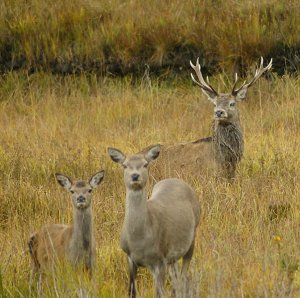
O veado (Cervus elaphus) é o maior da Irlanda mamífero selvagem e pode ser considerado animal nacional da Irlanda. Um veado apareceu na velha moeda de £ 1.

Uma característica típica da vegetação da Irlanda são as turfeiras, pelas quais quase 20% da ilha é revestida. A maioria da planície caracteriza-se pelos abundantes trevos e por toda a parte são crescentes musgos e hera. Os bosques naturais estão quase ameaçados de extinção, transformando-se em pastagens e campinas. Os únicos animais vivos na natureza são aves e roedores de menor porte, apesar de que a Irlanda fosse habitada, nos demais tempos, por ursos, lobos e por uma espécie de alce conhecida pela grandeza de seus chifres. Na água dos rios são principalmente abundantes trutas e salmões, além de demais peixes.